# Faverolles-et-Coëmy
Faverolles-et-Coëmy è un comune francese di 520 abitanti situato nel dipartimento della Marna nella regione del Grand Est.

## Società

### Evoluzione demografica
Abitanti censiti